# Virgen de Lágrimas y Favores
María Santísima de Lágrimas y Favores es una variante de la advocación mariana de Nuestra Señora de los Dolores venerada en la ciudad española de Málaga, en la comunidad autónoma de Andalucía. Es una de las imágenes titulares de la Reales Cofradías Fusionadas, con sede canónica en la iglesia de San Juan.
La imagen la talló en 1982 Antonio Dubé de Luque en sustitución de una anterior destruida dos años antes durante el incendio de la capilla de la Exaltación. Realiza su estación de penitencia en la mañana del Domingo de Ramos, dentro de los actos de la Semana Santa en Málaga. Además, el día de la festividad de la Inmaculada Concepción de la Virgen María se celebra culto en su honor.

## Historia

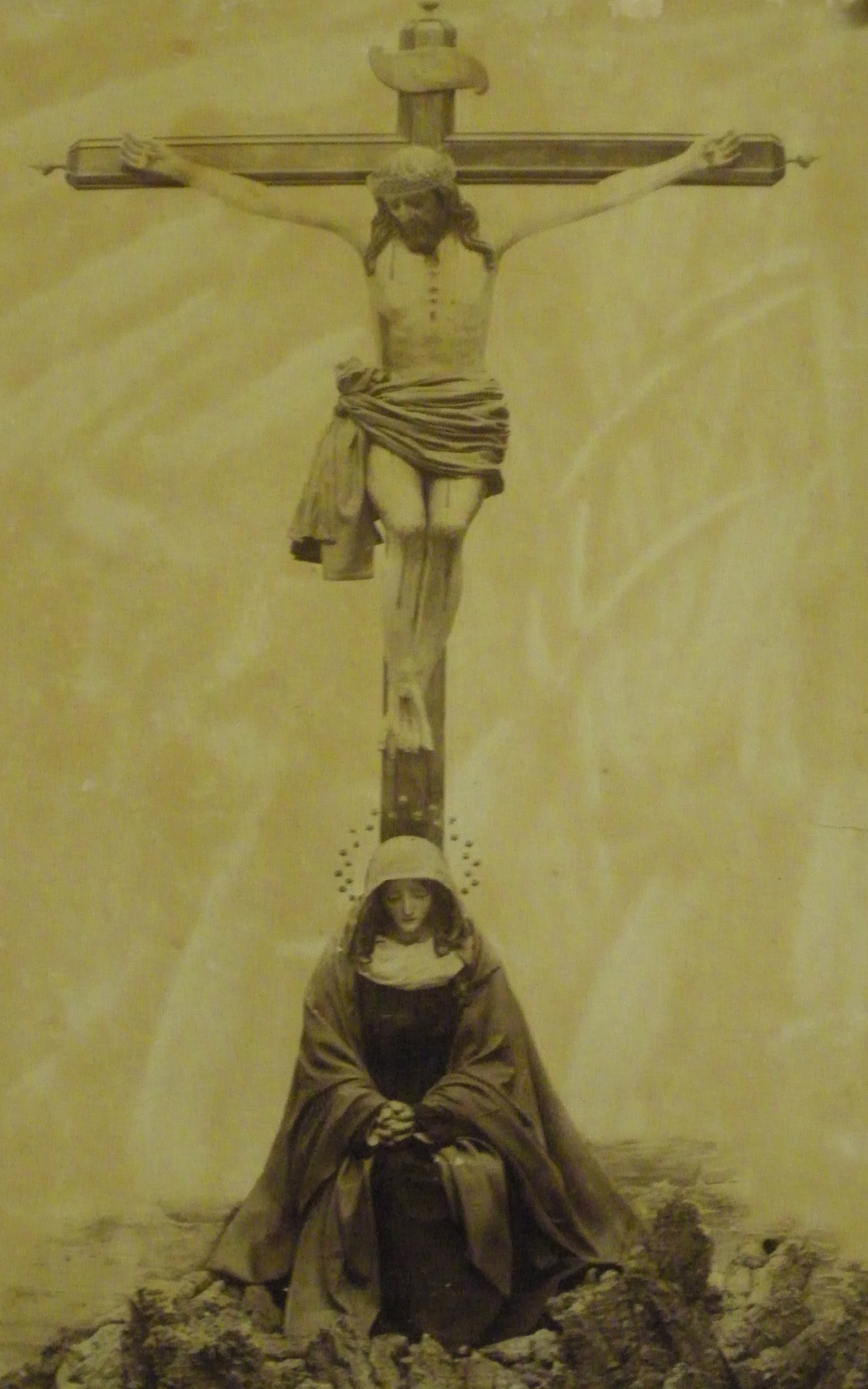
Primitiva imagen de la Virgen a los pies del Cristo de Ánimas del Purgatorio.

La primitiva talla era una imagen de candelero de una altura de 160 centímetros, y obra anónima del siglo XVIII, presumiblemente de la escuela granadina. Era venerada en la capilla de las Ánimas del Purgatorio de la parroquia de San Juan, y estaba situada a los pies del Cristo de las Ánimas, sin que conste tuviese advocación concreta. La imagen fue retirada antes de que la iglesia fuese saqueada en 1936 y repuesta al año siguiente, que comenzó a utilizarse a principios de los años 1940 para realizar el rosario de la aurora el Viernes de Dolores, siendo procesionada en unas andas por la feligresía, y a finales de la misma década el acto fue incorporado a las Reales Cofradías Fusionadas.
El artículo primero de las reglas de las Reales Cofradías Fusionadas aprobadas en 1948 ya hacía referencia a esta advocación, aunque no tuvo rango de titular de pleno derecho hasta la reforma de estatutos realizada en 1982. En 1953 pasó a organizarse el rosario de la aurora en la madrugada del Domingo de Ramos. La imagen quedó destruida en un incendio sufrido en la parroquia en el año 1980, por lo que se encargó una nueva imagen al escultor sevillano Joaquín Antonio Dubé de Luque. En la década de 1990, un grupo de devotos liderados por el artisa José Miguel Moreno Ruiz se propuso dotar a la imagen del ajuar necesario para realizar su estación de penitencia por el recorrido oficial, que fue entregado el 3 de abril de 2004, realizando su primera salida bajo palio al día siguiente. 
En el año 2006 realiza su primera salida procesional por el recorrido oficial, saliendo en la tarde del Domingo de Ramos, pero al año siguiente deciden cambiar su hora de salida a las 11 de la mañana. El Rosario de la Aurora que se hacía en la mañana del Domingo de Ramos se ha convertido, desde entonces, en un Rosario Vespertino que se realiza el primer sábado de octubre.
El 3 de diciembre de 2015, su cofradía anunció a través de las redes sociales que había iniciado los trámites para la Coronación Canónica de la imagen.

## Descripción
La imagen realizada por Dubé de Luque representa a la Virgen María como una mujer joven, con el rostro apenado, ceño fruncido y mirada perdida, con cinco lágrimas de cristal, cumpliendo los cánones de imagen dolorosa. Dispone de grandes y rasgados ojos marrones, nariz recta, labios inferiores carnosos y más finos los superiores y de pómulos escuálidos que ejecutan un pronunciado hoyuelo, provocando la triangulación del mentón. Su encarnadura presenta una tonalidad rosácea y brillante. El propio autor ejecutó una intervención en su policromía en 2002.
Los nazarenos que acompañan a la imagen en su estación de penitencia visten túnica de cola en color crema con cinturón de esparto y capirote verde con la Cruz de Malta bordada en blanco.

## Patrimonio de la imagen
Trono procesional
El trono procesional es la pieza más destacable del patrimonio de la imagen. La orfebrería del trono procesional y la mayoría de los enseres del mismo son obra de los Hermanos Marín, y todo ello sigue los cánones del barroco y el rococó. Es de planta rectangular con las esquinas achaflanadas en las que se abren pequeñas capillas, y su tamaño fue creado adaptándose a las dimensiones de la puerta de la iglesia de San Juan. El cajillo está decorado con elementos vegetales, y el frontal y la trasera se componen de cartelas flanqueadas por estípites, que a su vez sirven de apoyo a dos faroles que reproducen a menor escala los existentes en los laterales, y escoltan el templete con la imagen de la Inmaculada Concepción, sobre el que se asienta la dolorosa. Remata el cajillo una serie de altorrelieves policromados que representan al resto de titulares de las Reales Cofradías Fusionadas, obra del escultor Miguel Ángel Domínguez Velázquez.
El palio se compone de doce barras de palio, cuya base reproducen las capillas de esquina del trono en relieve; la crestería y el juego de placa y pértiga que remata el trono son obra del orfebre malagueño Alejandro Borrego. Las bambalinas están realizadas en terciopelo verde con bordados en oro, destacando las molduras y decoración floral en consonancia con el cajillo y las capillas bordadas en las que se representa la Ascensión y la Virgen de la Victoria. La gloria está realizada en seda de varios colores, en la que aparece la Anunciación de la Virgen. Tiene candelabros de cola, candelería, ánforas de diferentes tamaños. Completa el conjunto de orfebrería el estandarte, el simpecado concepcionista, el banderín asuncionista, los incensarios, la naveta y la canastilla de los acólitos, todo ello en consonancia con el trono.
Ajuar textil:
- Saya de procesión, bordada en oro sobre terciopelo burdeos (José Miguel Moreno).
- Manto de procesión, bordadas en oro sobre terciopelo verde (José Miguel Moreno).
- Saya y manto de capilla, bordados en plata sobre terciopelo negro (José Miguel Moreno).
- Saya de la Inmaculada, bordada en oro sobre raso-tisú azul celeste (Federico Palma y Juan Manuel Maese).
- Manto azul de capilla, bordado en oro sobre terciopelo azul (Federico Palma y Juan Manuel Maese).
- Saya del Valle de Lágrimas, bordada en aplicaciones sobre terciopelo burdeos (José Miguel Moreno).
- Saya y manto de aplicaciones sobre terciopelo verde (José Miguel Moreno).
- Estandarte, bordado en oro sobre terciopelo verde (José Miguel Moreno) y pintura de Félix Revello de Toro.
- Sine Labe Concepta, bordado en oro sobre terciopelo verde (Federico Palma y Juan Manuel Maese).
- Banderín Asuncionista, bordado en oro sobre raso blanco y raso-tisú celeste (Federico Palma y Juan Manuel Maese) y pintura de José Palma. Santander.

Patrimonio musical:
- Lágrimas y Favores, Rafael Hernández Moreno (1985)
- Vera+Cruz y Lágrimas, Perfecto Artola Prats (1990)
- Lágrimas de San Juan, Abel Moreno Gómez (2003)
- Lágrimas de San Juan, Germán San Antonio Vega (2005)
- Reina de San Juan, Germán García González (2008)
- Madre de Lágrimas, Sergio Bueno de la Peña (2009)
- Valle de Lágrimas, Germán García González (2011)
- Cuatro estampas para una Virgen, José Antonio Domínguez Banderas (2011)
- Dios te Salve, Reina de Lágrimas y Favores, Salvador Hidalgo Dorado (2012)
- El Despertar, Juan Luis Leal Gallardo (2012)
- A la niña de San Juan, Sergio Bueno de la Peña (2013)
- A doble paso de Lágrimas, José Antonio Domínguez Banderas (2014)
- Entre Lágrimas y Favores, José Antonio Domínguez Banderas (2014)
- Submarino de Lágrimas, José Manuel Bernal Montero (2019)
- Lágrimas de Flores, Joaquín Pareja Obregón (2022)

Actualmente, la banda que acompaña a la Virgen de Lágrimas y Favores en su procesión el Domingo de Ramos, es la banda municipal de música de El Arahal, en Sevilla.
Anteriormente, la banda que acompañaba a la Virgen de Lágrimas y Favores en su procesión el Domingo de Ramos era la banda de música del 'Arrabal', de Carmona, Sevilla, hasta su desvinculación en 2017, donde procesionó por última vez junto a la Virgen de Lágrimas y Favores.
Dicha banda publicó en la Cuaresma de 2012 su tercer trabajo discográfico, 'Lágrimas y Favores', formado íntegramente por composiciones dedicadas a esta imagen.